# 서커스 찰리
《서커스 찰리》(Circus Charlie, 일본어: サーカスチャーリー)는 일본 코나미사의 액션/플랫폼 게임으로, 플레이어는 찰리라는 이름의 광대를 컨트롤한다. 이 게임은 1984년에 히트를 친 아케이드 게임으로 같은 해에 MSX용으로 성공적으로 출시되었으며 이후 1986년 소프트 프로에 의해 닌텐도 패미컴으로 포팅되었고 1987년에는 코모도어 64용으로 포팅되었다. 닌텐도 DS 컴필레이션 코나미 클래식 시리즈: 아케이드 히트의 기타 코나미 클래식 게임들과 함께 출시되었다. 아메리칸 패트롤 등 유명한 곡들을 BGM으로 채택하였다.

## 게임플레이
이 게임에서는 6개의 정규 스테이지(+ 추가 스테이지)가 있으며 각기 다른 작업들을 찰리가 완수해야 한다.
찰리는 시간에 대항하여 경주도 한다. 남은 시간에 따라 보너스 점수가 수여되지만 시간이 초과되면 플레이어는 생명을 하나 잃는다.

## 레벨
표준 아케이드 버전은 총 6개의 레벨이 있다. 레벨 1, 2, 4, 5는 5개의 하위 레벨이 있다. 레벨 3은 7개의 하위 레벨이 있다. 각 하위 레벨은 난이도가 더 높다. 레벨 6 또한 5개의 하위 레벨이 있지만 사용자가 살아있는 동안 반복된다.
- 레벨 1: 사자를 타고 불타는 링을 통해 점프
- 레벨 2: 원숭이 위로 점프하면서 줄타기
- 레벨 3: 트램펄린 사이를 점프하되 칼 던지는 사람과 불 뿜는 사람을 주의한다. 하위 레벨 3과 6에서 트램펄린은 수영장 안에 위치해 있으며 칼 던지는 사람과 불 뿜는 사람은 돌고래를 점프하면서 대체된다.
- 레벨 4: 공과 공 사이로 점프
- 레벨 5: 말을 타고 트램펄린과 벽을 점프
- 레벨 6: 공중그네